# أيل بربري
الأيل البربري أو أيل الأطلس هو نوع فرعي من الأيل الأحمر من عائلة الأيليات يعيش في شمال أفريقيا والجزائر والمغرب وتونس وهو الأيل الوحيد الذي يعيش في أفريقيا.

## الوصف
والأيل البربري أصغر من الأيل الأحمر نموذجيا، فجسمه أصغر من الأيل الأحمر ولونه يذهب إلى البني الداكن مع بعض البقع البيضاء على الظهر، في القرون تفتقر ل

## مناطق عيشها
- الأيل البربري هو الأيل الوحيد في مجموعة الأيليات التي توجد في أفريقيا، وهو يتواجد ويزدهر في المناطق الرطبة الكثيفة والغابات في الجزائر والمغرب وتونس أشهرها الحدود بين الجزائر وتونس في غابات مدن: قالمة، سوق أهراس وعنابة والقالة.
- في البداية كانت من الحيوانات مهددة بالانقراض، ولكنها بدأت تعود في تونس سنة 1990 م.
- في المغرب أصبحت الايائل البربرية مألوفة في المحميات المغربية الشمالية، بعد أن اختفت لمدة 200 سنة إلى أن تم إعادتها.
- أما في الجزائر فكان في عهد الاستعمار متكاثرا بكثرة بسبب وضع خط موريس وقامت بتسييج ألاف الهكتارات بين الحدود لمنع تحرك المجاهدين وتهريب السلاح من تونس فتكاثر الأيل البربري إلى درجة أنه صار يرعى مع الأبقار، وكثيرا ما يزور سكان القالة أمام منازلهم. ولكنه ما إن بدأ بالانقراض بعد صيده بكثره للحمه وجلده وبيع قرونه للأجانب حتى إنقرض عام 2004، وفي السنوات الأخيرة بدأت حملة إعادته إلى الجزائر عن طريق محافظة الغابات بالجزائر كعملية توطين زوج من الأيل البربري مع صغريهما بواسطة محافظة الغابات بالتعاون مع مركز تطوير المصيدات بزرالدة وذلك بمنطقة طراس بأعالي جبال بلدية زيتونة التي تتربع علي مساحة خمسين هكتارا.

## التسمية
- الدراسات الوراثية في الآونة الأخيرة تشير إلى أن الأيائل شمال أفريقيا هو عمليا يمكن التمييز بينها وبين الأيائل الكورسيكة وسيردينا ،التي يشار إليها عموما الأيل الأحمر الكورسيكية. مزيد من التحاليل تشير إلى أن هؤلاء الأيائل ينتمون إلى أنواع منفصلة، وينبغي أن تجمع تحت اسم أخشافها.

## الحيوانات المفترسة
- إن الحيوانات المفترسة التاريخية للأيل البربري هي:الأسد البربري والنمر البربري ودب الأطلس ولكن الأخير فهو منقرض والأول منقرض في البرية اما الأوسط فهو يعتبر منقرضا بسبب عدم توثيقه منذ زمن طويل.

## الغداء
- يتغدى الأيل البربري على الفاكهة والخضر حيث يعيش في غواب السنديان والفلين.

## التكاثر
- يبقى الحمل للأيل البربرية حوالي ثمانية أشهر، والولادة تتم بين نيسان / أبريل وحزيران / يونيو.

## الحفظ
- في  تونس ،تم العثور على هذه الأيائل بصورة طبيعية في المناطق الشمالية من تونس وقد تم إنشاء محمية طبيعية بالفايجة عام 1966 سمح بانتشار أعداد هذه الأيائل.
- في  الجزائر، [4] · [5] الحيوانات تنقرض في الجزائر: هكذا يهرب الأيل البربري والغزلان إلى تونس وفقا لعمليات المسح والسبر في الغابات تم إيجاد مجموعة من الأيائل البربرية في شرق البلاد وبالضبط في حظيرة القالة الوطنية ويقدر عددها ب60 فردا وكما يوجد هناك أفراد في محمية بني صلاح بقالمة، وفي السنوات الأخيرة بدأت الجزائر في توفير شروط إعادة هذا النوع من الأبائل وذلك بتوكيل مركز المصيدات بزرالدة بمراقبة وتحسين ظروف تعايشها لضمان عدم انقراضها وذلك باستحداث محمية لدراسة معلومات عن الأيل البربري ثم جمعت أربعة أيائل من مختلف حدائق الحيوانات وأربعة آخرين من محميات ماسكارة والقلعة، ومنذ ذلك الحين أنتجت حوالي 21 فرد أستخدم بعضها في إطلاق أيائل في غابة أكفادو (في ولاية بجاية) التي تعتبر بيئتها الطبيعية ووفقا للنتائج فهي تبشر خيرا بعد ولادة ثلاث عجول برية 100/100 %.
- المغرب: في الآونة الأخيرة (1994)، تم إعادة إدخال عدد قليل من أفراد الايل البربري (Cervus barbarus elephus) في الحديقة الوطنية تازكة للتأقلم. والذي انقرض من المنطقة قبل أكثر من 200 سنة، والأنواع وأعيد في المسيج الاحتياطي للتكاثر. وبعدها تم ارسلها إلى محميات مغربية أخرى واعيد تكاثرها من جديد.

## وصلات خارجية
- صفحة تتحدث عن الأيل البربري US Fish & Wildlife Service
- وثائق تهتم بالأيل البربري Inclusion of Cervus elaphus barbarus (Atlas deer) in Appendix I of CITES
- صفحة تتحدث عن انقراض الحيوانات في الجزائر موقع جريدة الشروق اليومي.
- صفحة تتحدث عن برنامج الحماية للأيائل البربرية.